# Tratado de Hampton Court (1603)
El tratado de Hampton Court firmado el 30 de julio de 1603 formó una alianza militar entre Inglaterra y Francia, bajo los reinados respectivos de Jacobo I y Enrique IV, para asistir a las Provincias Unidas de los Países Bajos en la guerra de Flandes que éstas mantenían contra España.
Según los términos del acuerdo, si cualquiera de los países firmantes fuese objeto de un ataque por parte de tropas extranjeras, el otro estaría obligado a asistirle con ayuda militar y económica; si el ataque iba dirigido contra las Provincias Unidas, Inglaterra y Francia acudirían en su apoyo.  El tratado se mantuvo en secreto para no perjudicar la Paz de Vervins firmada entre España y Francia en 1598. 
El tratado no se llevaría a efecto en la práctica.  Al año siguiente España e Inglaterra terminaron la guerra que habían venido manteniendo desde 1585 con la firma del tratado de Londres de agosto de 1604, por el que Inglaterra se comprometía a retirar su apoyo a las Provincias Unidas.  El sitio de Ostende, que había acaparado los esfuerzos bélicos en la guerra de Flandes durante los dos años anteriores, terminó en septiembre, y en los años siguientes España y las Provincias comenzaron un acercamiento que desembocaría en la tregua de los doce años de 1609.